# Jerzy Fitelberg
Jerzy Fitelberg (Varsovie, 20 mai 1903 – New York, 25 avril 1951) est un compositeur américain d'origine polonaise.

## Biographie
Fils de Grzegorz Fitelberg, Jerzy étudie la musique avec son père. Jeune, son père lui fait de jouer de la percussion dans l'orchestre du Théâtre national de Varsovie pour acquérir de l'expérience. Par la suite, Il étudie à Moscou. De 1922 à 1926, il étudie la composition avec Walter Gmeindl et Franz Schreker à l'Université des arts de Berlin. En 1923, l'Université l'aide à obtenir un ajournement de sa période militaire en Pologne.
En 1927, il réorchestre la musique pour The Mikado d'Arthur Sullivan, pour la mise en scène d'Erik Charell comme une revue d'opérette au Großes Schauspielhaus de Berlin (revue dans le Times de Londres, du 2 septembre 1927).
En 1928, son Quatuor à cordes no 2 remporte le premier prix à un concours organisé par l'Association des jeunes musiciens polonais à Paris, dont le jury est composé de Maurice Ravel, Florent Schmitt, Albert Roussel et Arthur Honegger.
Son premier concerto pour violon fait une grosse impression lors du concert de la Société internationale pour la musique contemporaine en  1929. Le critique musical Henry Prunières fait remarquer que « le concerto pour violon... [était] délicat, sensibles aux sensations orchestrales ». Ses œuvres sont entendues lors des concerts suivants de l'ISCM, en 1931, 1937, 1946 et 1951.
Fuyant les nazis, il se rend d'abord à Paris en 1933, où sa musique est publiée par les Éditions Max Eschig. Son Quatuor à cordes n° 4 remporte le prix Elizabeth Sprague Coolidge, administrés par la Bibliothèque du Congrès. L'œuvre est créée le 9 avril 1937, à la Bibliothèque du Congrès
Il émigre à New York, où il arrive le 15 mai 1940. Parmi les premiers œuvres qu'il compose dans son nouveau refuge, sont celles qui rappellent la Pologne. En 1945, son cinquième quatuor à cordes est récompensé par un prix de l'Académie américaine des arts et des lettres.
Sa demande de citoyenneté américaine a été déposée le 26 mai 1947. À l'époque, il vivait à 244 Ouest de la 72e Rue, à New York.

## Style
Fitelberg a déclaré que son style de composition est similaire à « l'énergie et la haute tension de la musique de Stravinsky, un accent sur la complexité linéaire et harmonique comme chez  Hindemith et les couleurs de la musique française contemporaine (comme Milhaud), ainsi que les styles de satire.

## Œuvres
Jerzy Fitelberg est l'auteur d'au moins quatre-vingt œuvres, touchant divers genres, allant des pièces pour piano, de l'orchestre à la musique de chambre (cinq quatuors à cordes), de l'opéra pour enfants (Henny Penny), aux concertos : deux pour violon, deux pour piano et trois autres dédiés au trombone, à la clarinette et au violoncelle.
Les manuscrits de Jerzy Fitelberg, légués en 1978 par le chef d'orchestre Emil Kahn, sont conservés à la Division de la musique de la Bibliothèque publique de New York pour les arts de la scène.

### Claviers
- Trois mazurkas (1932)
- Sonate pour piano no 1 (1926)
- Rhapsodie pour 4 pianos (1926)
- Suite pour piano (1927)
- Sonate pour piano no 2 (1929)
- Sonate pour piano no 3 (1936)
- Suite pour orgue (1949)
- Album pour les enfants (1948)
- What is Benjamin? [Qu'est-ce que Benjamin ?], conte musical pour enfants, à lire et à jouer sur le piano (1950)

### Musique de chambre
- Nachtmusik, op. 9 « Fisches Nachtgesang » [Chant nocturne du poisson], pour clarinette, violoncelle et célesta (1921) Le sous-titre est tiré d'une œuvre du poète Christian Morgenstern, présentée sous forme de plusieurs lignes de longues et de brèves poétiques, publiées dans le recueil « Galgenlieder » [Chansons de potence] en 1905[13].
- Sérénade pour violon et contrebasse (1925)
- Octuor pour instruments à vent (1925)
- Six berceuses pour 3 clarinettes (1925)
- Sérénade pour nonette (1926)
- Quintetto (flûte, hautbois, clarinette, clarinette basse, trombone) (1929)
- Sonatine pour 2 violons (Paris, 1935–1939)
- Sonate, 2 violons, 2 pianos (1938)
- Quatuor à cordes n° 1 (1926)
- Quatuor à cordes n° 2 (Paris, 1928) Dédié au quatuor Pro Arte : Alphonse Onnou, Laurent Halleux, Germain Prévost, Robert Maas.
- Quatuor à cordes n° 3 (1936)
- Quatuor à cordes n° 4 (1936)
- Quatuor à cordes n° 5 (1945)
- Sérénade pour alto et piano (New York, 1943 ; pub. 1954) Dédié à la pianiste Irene Jacobi (épouse de Frederick Jacobi).
- Sept caprices pour alto et piano (1944)
- Capriccio pour flûte, hautbois, clarinette en si♭, clarinette basse, trombone ou basson (1948)
- Douze études pour 3 clarinettes (1948)
- Duo pour violon et violoncelle (1948)
- Sonate pour violoncelle seul (1948)
- Concerta da camera pour violon et piano (1950/1951)

### Orchestre
- Suite n° 1 (1925)
- Suite n° 2 (1928)
- Der schlechtgefesselte Prometheus [Prométhée enchaîné], suite de ballet (1929)
- Concerto pour cordes (1930) - transcription du Quatuor à cordes n° 2 (1928) Dédié à Ernest Ansermet.
- Pièce de concert (1937)
- La Corne d'or (1942)
- Épitaphe (1943)
- Nocturne (1944)
- Tableau polonais, suite (1946)
- Symphonie pour orchestre à cordes (1946)
- Sinfonietta (1946)
- Serenade für Rundfunk (Frankfurter Rundfunkorchester, dir. Hermann Scherchen)
- Ouverture de concert (pour orchestre à vent)
- Symphonie n° 1 (ébauches)
- Symphonie n° 2

### Concertantes
- Concerto pour violon n° 1 (1928 ; rév. 1947)
- Concerto pour piano n° 1 (1929)
- Concerto pour violoncelle et orchestre (1931)
- Concerto pour piano n° 2 (1934 ; rév. 1950)
- Concerto pour violon n° 2 (1938)
- Concerto pour trombone, piano et cordes (1947)
- Concerto pour clarinette (1948)

### Chorales
- Trois chansons folkloriques polonais

### Opéra
- Henny Penny, opéra pour enfants en un acte.
- The Silly Chick, opéra pour enfants (1949)

### Musique de film
- Poland Fights On (1943)
- Pre-war Poland (1945)

## Articles
- « Aspects of instrumentation today », Modern Music vol. 9, no. 31 (Nov.-Dec. 1931), p. 28-30.
- « News from overseas », Modern Music vol. 23, no. 1 (Winter 1946), p. 42-44.
- « Forecast and review », Modern Music vol. 9, no. 4 (May – Jun. 1932), p. 184-187.

## Discographie
- Sonate pour piano no 1 - Kolja Lessing, piano – « Franz Schreker's Masterclasses in Vienna and Berlin : Rathaus, Fitelberg, Zieritz, vol. 2 » (2000, Eda/Vertrieb) (OCLC 725058188)
- Quatuor à cordes nos 1 et 2, Sérénade*, Sonatine, Nachtmusik «Fisches Nachtgesang »° - Kara Huber*, piano et celesta ; Joaquin Valdepenas°, clarinette ; ARC Ensemble : Erika Raum et Marie Berard, violons ; Steven Dann, alto ; Bryan Epperson, violoncelle (26-28 janvier 2015, Chandos « Music in Exile » CHAN 10877)[14] (OCLC 947153287)

## Sources
- (de) Rainer Cadenbach, « Jerzy Fitelberg », dans Franz Schrekers Schüler in Berlin: biographische Beiträge und Dokumente, Berlin, Berlin Univ. der Künste, coll. « Schriften aus dem Archiv der Universität der Künste Berlin », 2005, 173 p. (ISBN 3894621095, OCLC 238035183), p. 25-28